# Партия реформистов (Армения)
«Партия реформистов» (арм. Ռեֆորմիստների կուսակցություն) — политическая партия Армении.

## История
«Партия реформистов» была основана в июле 2016 года. Её председателем и лидером был выбран Ваан Бабаян, депутат Национального собрания V созыва и бывший член партии «Процветающей Армении», о выходе из которой он заявил в марте 2016 года.
Бабаян объявил о намерениях «Партии реформистов» участвовать в парламентских выборах 2017 года и поддержал идею вступления в оппозиционный «Альянс Царукяна». Несмотря на это, партия не приняла участия в выборах и официально поддержала Сержа Саргсяна и Республиканскую партию Армении.